# Lamprothripa scotia
Lamprothripa scotia är en fjärilsart som beskrevs av George Francis Hampson 1902. Lamprothripa scotia ingår i släktet Lamprothripa och familjen trågspinnare. Inga underarter finns listade i Catalogue of Life.